# Entourage (Gefolgschaft)
Mit Entourage bezeichnet man Leute, die zum engen Umfeld einer Person gehören.
Während historisch das Gefolge eines Herrschers gemeint ist, bezeichnet Entourage heutzutage einen Personenkreis, der einer Person des öffentlichen Lebens zugeordnet wird. Stars, Unternehmer und Machthaber sind oft von einer Entourage umgeben. 
Der Begriff ist informell und damit der Personenkreis nicht exakt umrissen. Je nach Kontext werden Mitarbeiter, Freunde und Vertraute eingeschlossen oder nur die Leute, die eine Berühmtheit bei einer Reise, Tour oder konkreten Veranstaltung begleiten.
Bei Verwendung des Begriffs Entourage wird häufig unterstellt, dass sich das Umfeld einschmeichelt um persönliche Vorteile zu erreichen.